# Larrinbe
Larrinbe est une commune ou contrée de la municipalité d'Amurrio dans la province d'Alava dans la Communauté autonome basque.